# Agostino Viale
Il Serenissimo Agostino Viale (Genova, 1692 – Genova, 1777) fu il 160º doge della Repubblica di Genova.

## Biografia

Stemma nobiliare dei Viale

Figlio di Benedetto Viale (doge della repubblica genovese nel biennio 1717-1719), nacque a Genova nel 1692 dove fu battezzato nella basilica di Santa Maria delle Vigne. A Roma, presso il Collegio Clementino, ricevette l'educazione scolastica.
Frammentarie e pressoché scarne sono le notizie biografiche sulla vita di Agostino Viale, ricco esponente dell'omonima famiglia e che certamente ricoprì nel periodo anteriore alla nomina dogale diversi incarichi e ruoli pubblici per lo stato di Genova.
Il 10 marzo 1750 fu eletto dal Gran Consiglio quale nuovo doge della Repubblica di Genova: la centoquindicesima in successione biennale e la centosessantesima nella storia repubblicana. E proprio le spese per la sua cerimonia di incoronazione, dal banchetto al costo delle nuove livree dogali realizzate per l'occasione, furono giudicate eccessive da una parte della nobiltà per le casse genovesi, considerando il cospicuo patrimonio monetario del neo doge. Non si conosco dettagli o fatti salienti del dogato del Viale, un mandato che terminò il 10 marzo 1752.
Di certo, non rinunciò nel periodo post dogale a ricoprire altri incarichi statali: reggente degli affari della marina genovese, membro del magistrato di Guerra, eletto tra gli Inquisitori di Stato, protettore della Nazione Ebrea e ancora magistrato del Culto divino e delle Monache.
Morì a Genova nel 1777 trovando sepoltura nella chiesa di San Rocco dell'odierno quartiere genovese di Granarolo.
Agostino Viale sposò Ottavia Franzoni, sorella del doge Matteo Franzoni (biennio 1758-1760).